# Лубянская площадь
Лубя́нская пло́щадь (в 1926—1990 годах — пло́щадь Дзержи́нского) — одна из крупных площадей в центре Москвы. Расположена в Тверском районе Центрального административного округа между Театральным проездом, Никольской улицей, Новой площадью, Лубянским проездом, Мясницкой улицей, улицей Большая Лубянка и Пушечной улицей.

## Название
Название XIX века дано по местности Лубянка, которое, в свою очередь, было названо по Лубянице — району Великого Новгорода. Название Лубянка впервые упомянуто в летописи в 1480 году, когда Иван III приказал новгородцам, выселенным в Москву после падения республики, селиться в этом месте. Именно при участии новгородцев был построен храм Святой Софии, по подобию Софийского собора в Новгороде, и именно они назвали этот район Лубянкой. В начале XIX века площадь именовали Никольской — по находившимся здесь Никольским (Проломным) воротам Китай-города.
В 1926 году была переименована в площадь Дзержинского, в честь скончавшегося летом того же года Феликса Дзержинского, основателя ВЧК — советской службы госбезопасности. Одновременно была переименована и улица Большая Лубянка в улицу Дзержинского. В 1990 году площади было возвращено прежнее название — Лубянская площадь.

## История
В 1480 году здесь появились дворы новгородцев, переселенных после присоединения Новгорода к Московскому государству.
В 1535—1538 годах была возведена Китайгородская стена. В южной части будущей площади находились Владимирские ворота, возле которых возник торг.
В 1612 году на Лубянской площади произошел бой отрядов народного ополчения с польскими войсками, захватившими центр Москвы.
В начале XVIII века перед Китайгородской стеной были возведены земляные бастионы на случай возможного вторжения шведских войск. Они были срыты только в начале XIX века.
В XVII веке здесь обосновалась стрелецкая слобода Стремянного полка. В 1835 году в центре площади был сооружён фонтан работы Ивана Витали. Фонтан выполнял роль водозаборного бассейна, куда подавалась питьевая вода из Мытищинского водопровода.

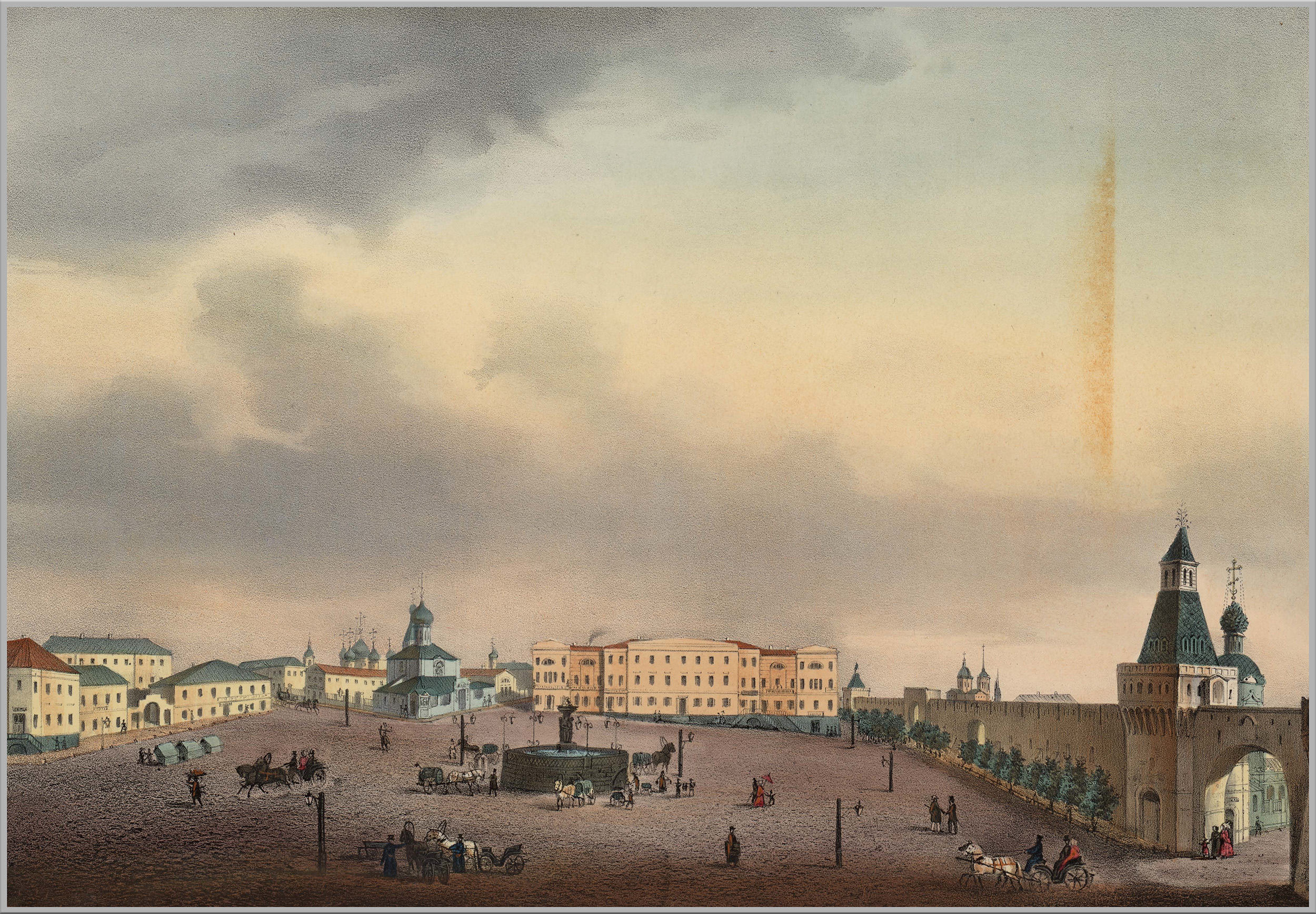
Лубянская площадь. Рисунок середины XIX века.
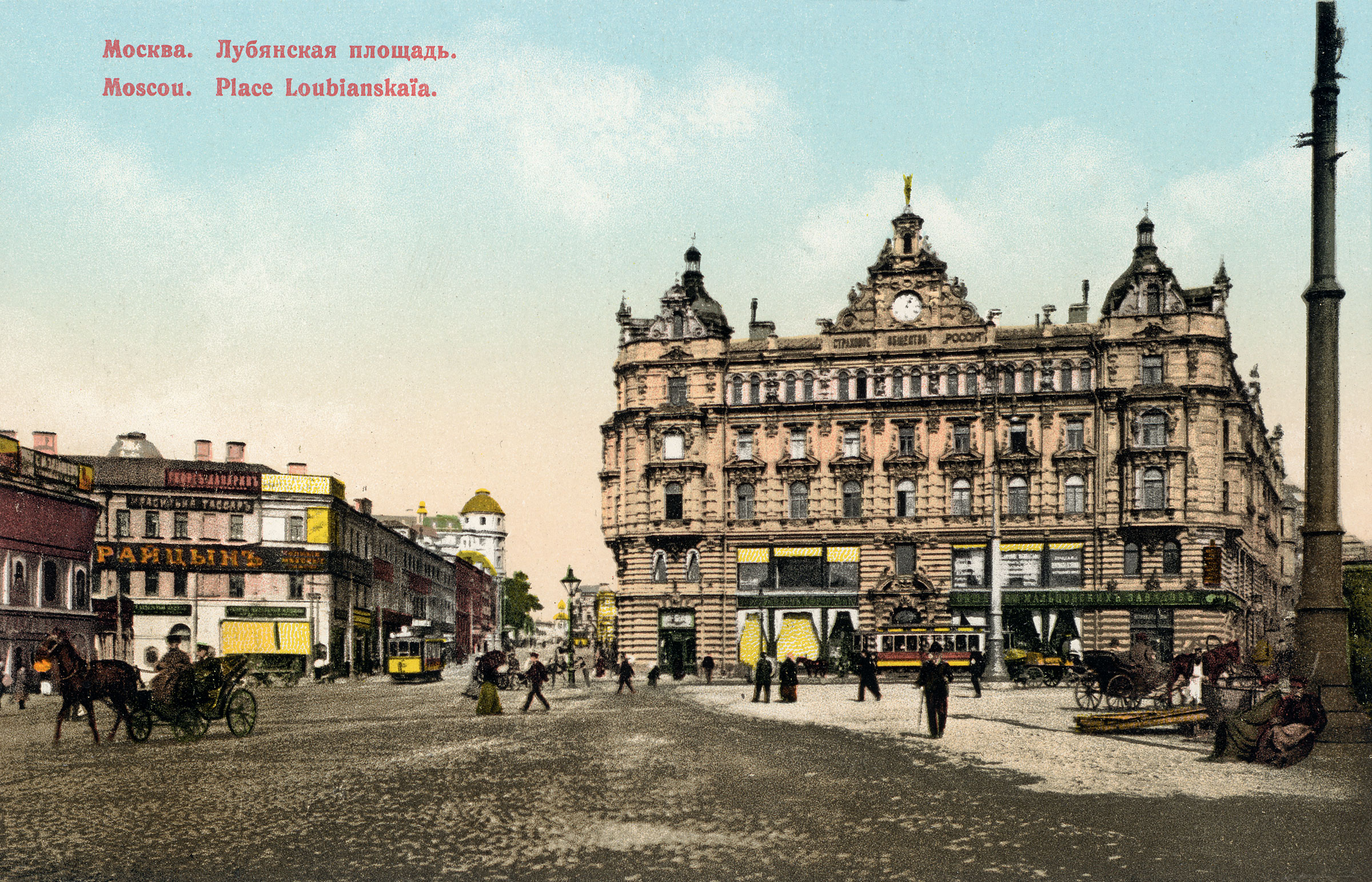
Здание Страхового Общества «Россия» на Лубянской площади, 1900-е
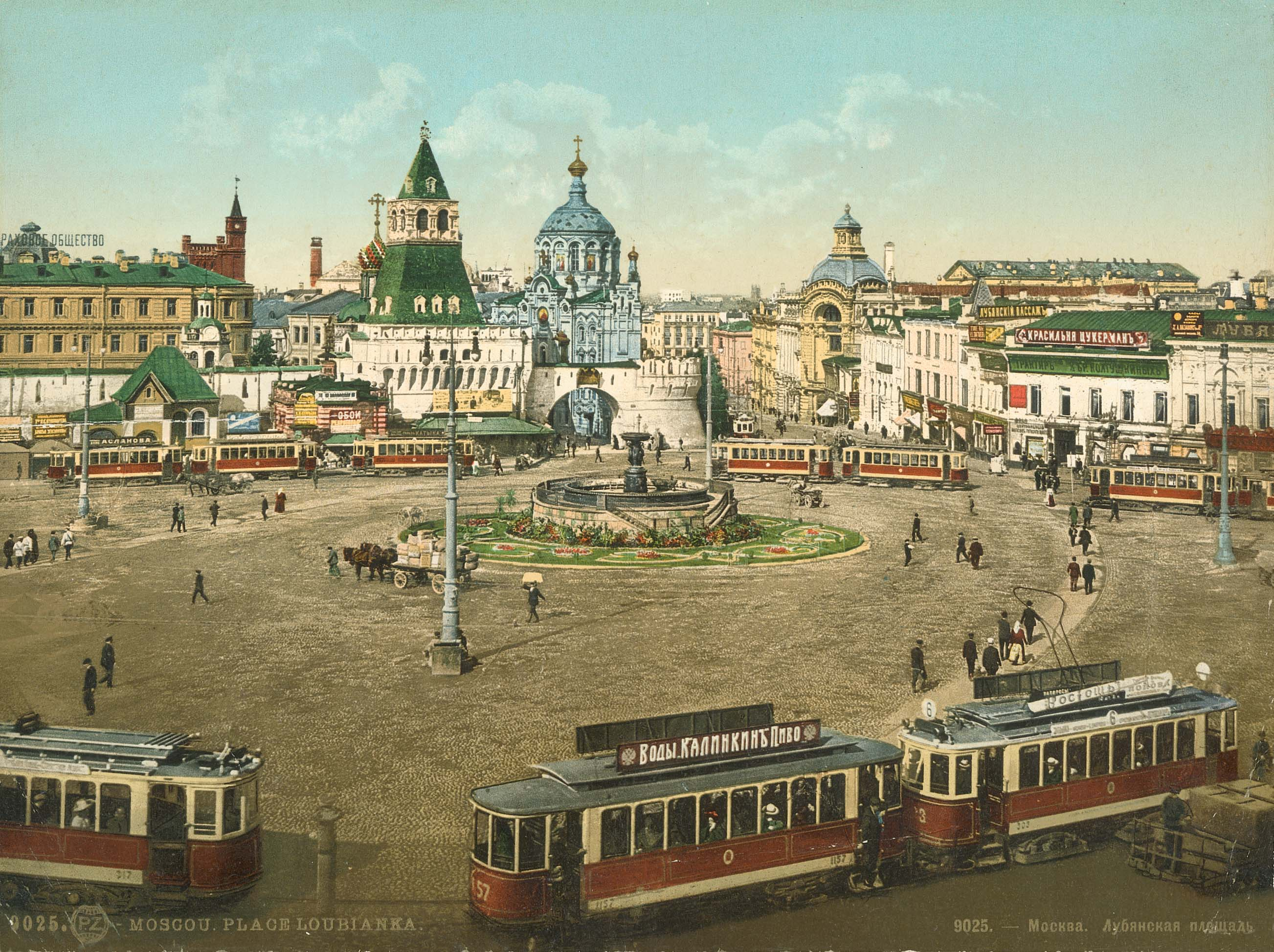
Лубянская площадь, начало 1910-х

### Советский период

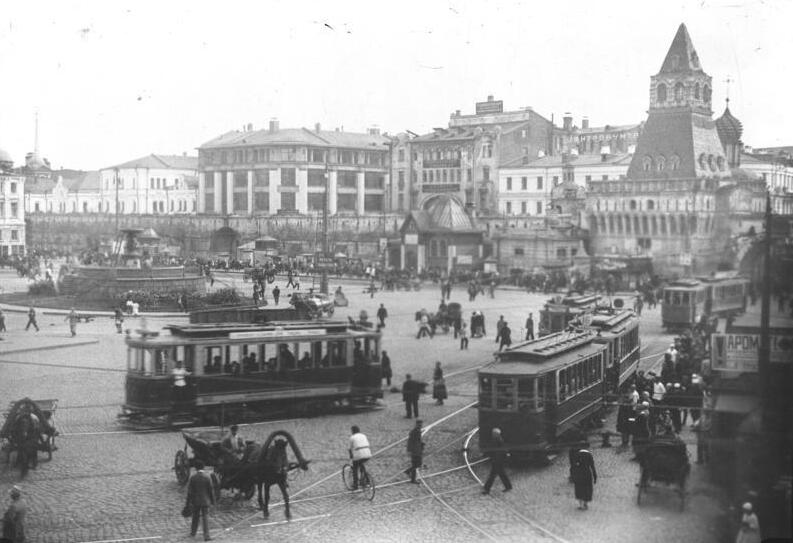
Площадь Дзержинского в мае 1931 года

В марте 1918 года из Петрограда в Москву переехало правительство большевиков. Переехала и созданная в декабре 1917 года структура — Всероссийская чрезвычайная комиссия по борьбе с контрреволюцией и саботажем (ВЧК), которая в Москве сперва заняла усадьбу на Поварской улице, но через пару недель переехала в дом 11 по улице Большая Лубянка, в котором ранее находилось страховое общество «Якорь». Председатель ВЧК Феликс Дзержинский занимал рабочий кабинет в этом доме с апреля 1918 года по декабрь 1920 года.
В конце 1931 года фонтан Витали был демонтирован (в связи переделкой транспортной развязки и ремонтом на площади) и перемещён во внутренний двор Александрийского дворца (где ныне размещается президиум РАН) в Нескучном саду. В настоящее время не работает.
Также в начале 1930-х годов был впервые расширен комплекс зданий на площади Дзержинского, занимаемых спецслужбами. Со стороны Фуркасовского переулка по проекту архитекторов Аркадия Лангмана и Ивана Безрукова в 1932—1933 годах к главному зданию был пристроен новый корпус ОГПУ, выдержанный в духе конструктивизма. Основной фасад Ш-образного в плане корпуса смотрел на Фуркасовский переулок, а закруглённые его углы — на Малую Лубянку и улицу Дзержинского (название Большой Лубянки с 1926 по 1991 год).

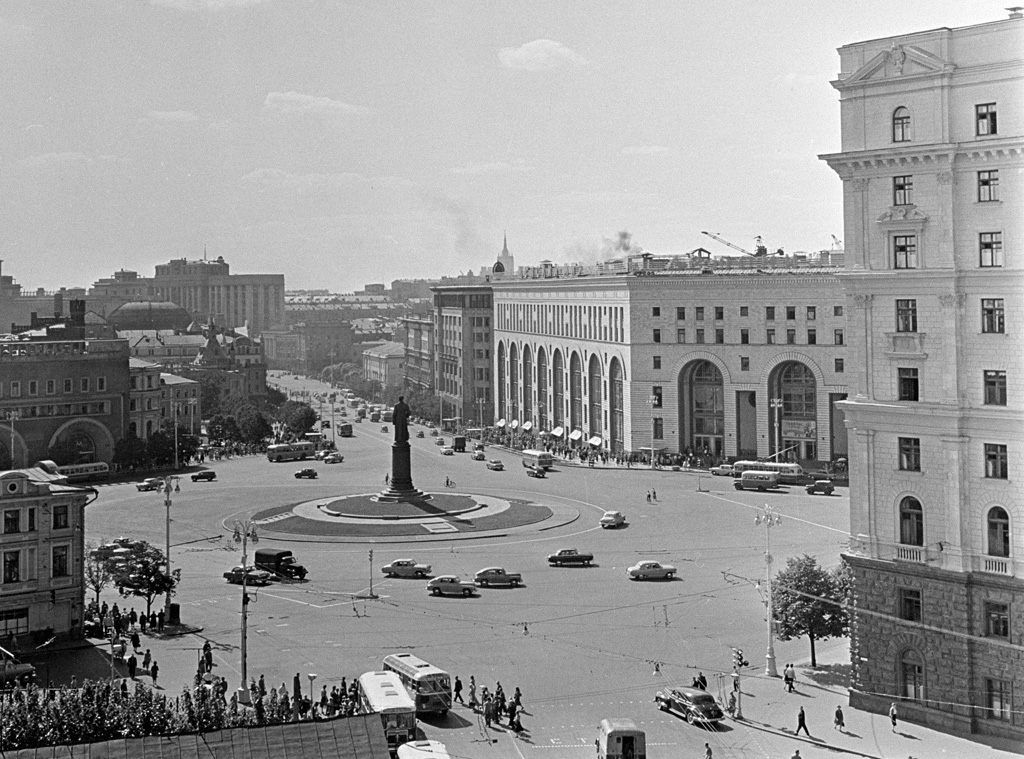
Площадь Дзержинского в 1966 году

В 1957 году над клумбой в центре площади располагался закреплённый тросами ковёр-самолёт с фигурами детей, посвящённый празднованию открытия VI-го фестиваля молодёжи и студентов.

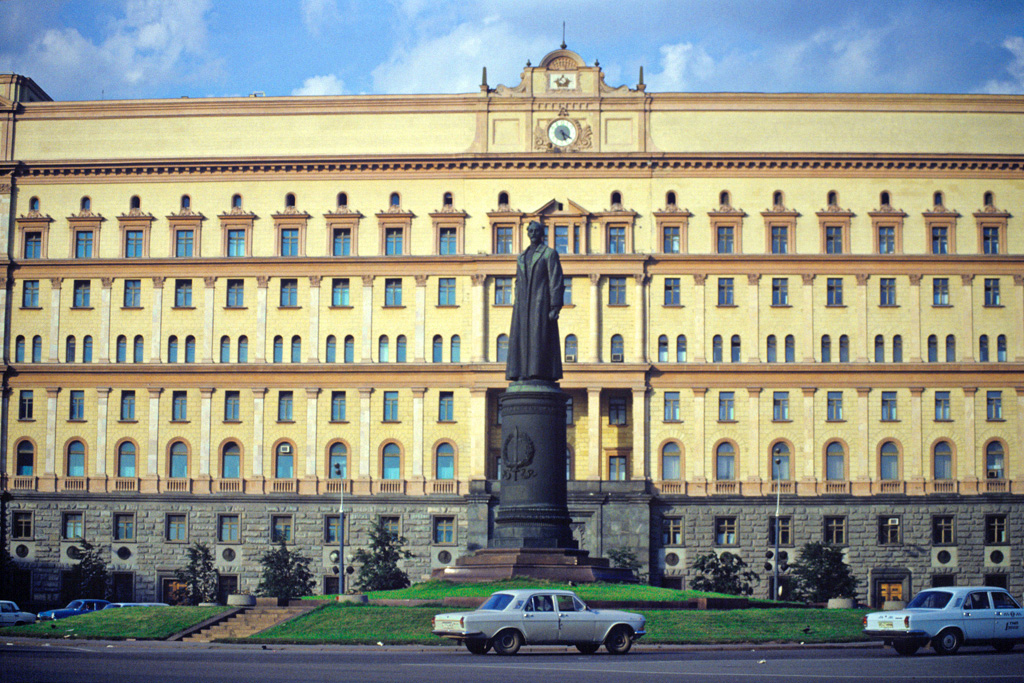
Памятник Дзержинскому на площади перед демонтажом 22 августа 1991 года

В 1958 году в центре площади, на месте находившегося там прежде фонтана, был установлен памятник Дзержинскому. Он был создан скульптором Е. В. Вучетичем.
30 октября 1990 года, в День памяти жертв политических репрессий, общество «Мемориал» установило на площади памятник жертвам Гулага, большой камень, привезённый из Соловков.
22 августа 1991 года, на волне подъёма демократических настроений народных масс после поражения августовского путча, статуя Дзержинского была демонтирована и перенесена в Парк искусств около здания Центрального дома художника на Крымском Валу, где и находится по настоящее время, соседствуя с другими памятниками советской эпохи.

### Российский период

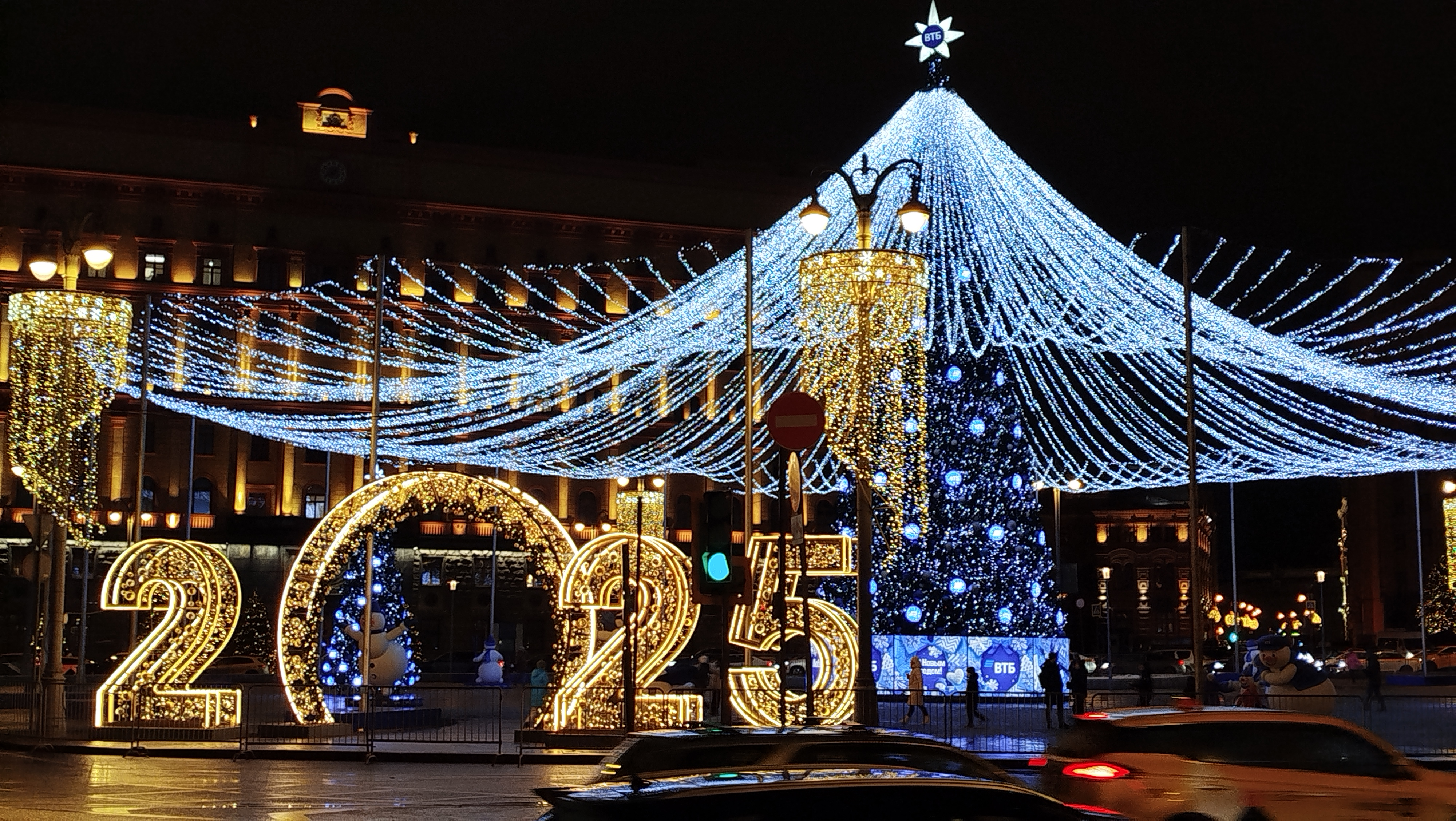
Украшение площади 2 января 2025 года

В истории современной России Лубянскую площадь, как правило, украшают к новогодним праздникам — в центре располагается новогодняя ёлка под шатром и рядом с ней металлическая конструкция с номером нового года, в которой для сохранности меняют лишь последнюю цифру.

## Ансамбль площади

### Здание органов госбезопасности
Это бывшее здание страхового общества «Россия», построенное в 1897—1898 годах по проекту академика А. В. Иванова, и позже реконструированное по проекту А. В. Щусева. Здание являлось штаб-квартирой Комитета государственной безопасности СССР, а затем стало штаб-квартирой российской службы безопасности. Слово «Лубянка» стало иносказательно ассоциироваться с органами госбезопасности (так же, как «Петровка» — с уголовным розыском).

### Новое здание ФСБ России
В 1979—1982 годах на левом углу Большой Лубянки (тогда ул. Дзержинского) и Кузнецкого Моста группой архитекторов под руководством Б. В. Палуя и Г. В. Макаревича было построено новое монументальное здание КГБ СССР, куда переехало руководство ведомства. Здание было построено на месте снесённых домов фирмы Ф. Швабе (подробнее см. в статье Площадь Воровского).
В 1985—1987 годах на правом углу Мясницкой улицы (тогда ул. Кирова) по проекту тех же архитекторов было построено здание Вычислительного центра КГБ СССР.

### Вычислительный центр КГБ СССР

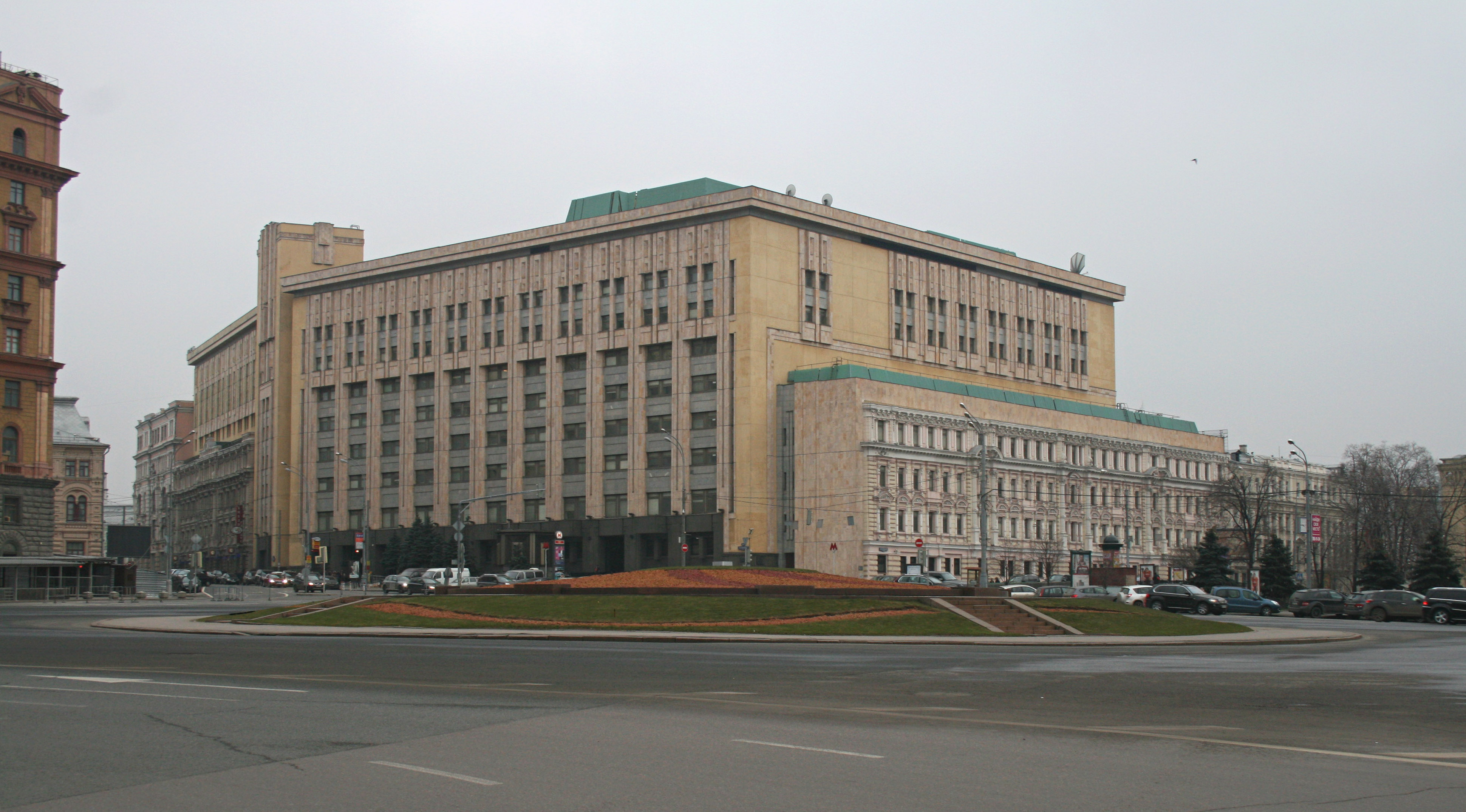
Бывший Вычислительный центр КГБ СССР

Здание Вычислительного центра построено в 1987 году по проекту архитекторов Б. В. Палуя и Г. В. Макаревича. В объём здания включён фасад ранее существовавшего дома. Ныне — Центр информационной безопасности ФСБ.

### Центральный универмаг «Детский мир»
Универмаг «Детский мир» — последнее творение выдающегося архитектора Алексея Душкина. Построенное в 1953—1957 годах здание имело знаменитый атриум. Однако в 2008 году здание закрылось на реконструкцию. Как и многие другие проекты реконструкции исторических зданий (гостиница Москва, Большой Театр и т. д.), реконструкция Детского мира неоднократно критиковалась в СМИ. В конце 2011 года главным архитектором назначили Павла Андреева, который заявлял, что все работы по Детскому миру носят исключительно реставрационный характер. Предполагалось завершить работы в 2013 году. Обновлённый универмаг открылся весной 2015 года под названием «Центральный Детский магазин на Лубянке». Это самый большой детский торговый центр в Европе. Также в основном атриуме был возведён самый большой часовой механизм в мире: «Часы „Ракета“ монументальные». Ранее на этом месте стоял Лубянский пассаж (1883, архитектор А. Г. Вейденбаум).

### Торговый дом «Библио-Глобус»
Торговый дом «Библио-Глобус» (до 1992 — «Книжный мир»), один из старейших и крупнейших книжных магазинов Москвы, существует с 1957 года (Мясницкая 6/3, бывший доходный дом Стахеева).

### Политехнический музей
- № 3/4 — Политехнический музей (1903—1907 — 3-я очередь, архитекторы Г. И. Макаев, В. И. Ерамишанцев, И. С. Цедровский[12])

### Соловецкий камень и сквер

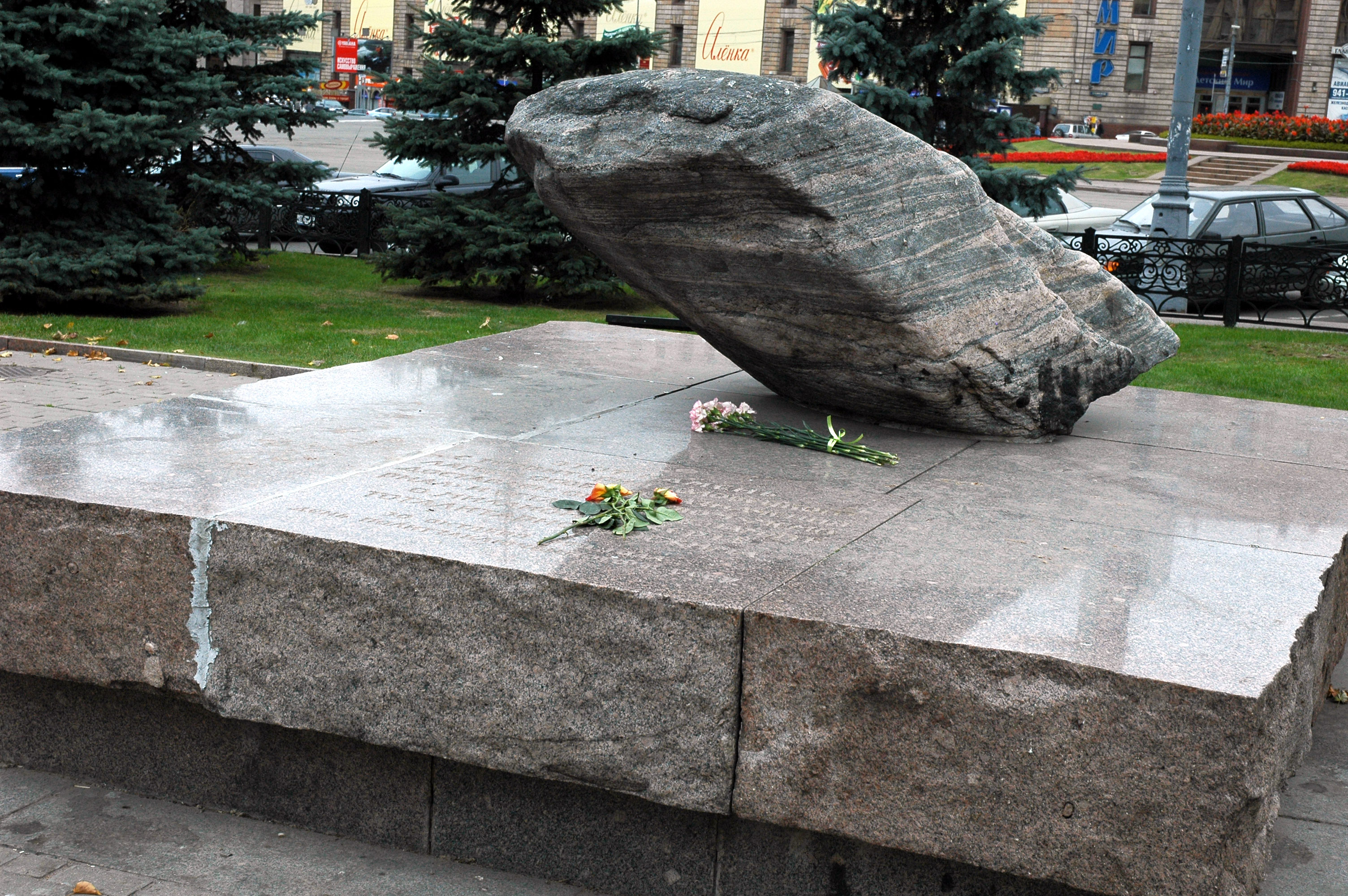
Соловецкий камень, сентябрь 2006 года

Памятник жертвам советских репрессий «Соловецкий камень» был установлен обществом «Мемориал» в 1990 году в сквере у Политехнического музея напротив здания органов госбезопасности на Лубянке. Место для установки памятника было выбрано, так как именно на Лубянке подписывались документы на массовые аресты людей, которых обвиняли в измене родине и в антикоммунизме.

### Дом Московского купеческого общества
Дом Московского купеческого общества (1909—1911, архитектор Ф. О. Шехтель).

### Гостиничный комплекс «Никольская» и вестибюль станции метро «Лубянка»
Первоначально на этом месте располагались доходный дом подворья Троице-Макарьева монастыря в Калязине — «Калязинское подворье» (Б. Черкасский переулок, 3; 1905, архитектор Г. И. Макаев) и доходный дом Орлова-Давыдова с магазинами (Никольская улица, 12). Относительно площади здания находились за Китайгородской стеной — пройти к ним можно было через Проломные (Новые Никольские) ворота, которые вели в Малый Черкасский переулок, и Владимирские ворота.
В 1927—1934 годы Китайгородская стена была снесена. В 1934 году между доходным дом Калязинского подворья и доходным домом Орлова-Давыдова был построен вестибюль станции метро «Лубянка». Вестибюль был открыт в 1935 году вместе со станцией.
В 2000-х годах стало известно о планах реконструкции участка с существенным увеличением полезной площади. Новому строительству пытались помешать градозащитники и активисты движения «Архнадзор», указывая на то, что здесь сохранились уникальные для Москвы мозаики эпохи модерна с богатой растительной орнаментикой.
В 2010—2012 годах комплекс исторических зданий, расположенных на пересечении Никольской улицы, Лубянской площади, Малого и Большого Черкасского переулков, был полностью перестроен. На их месте, сохранив лишь фасадные стены, был возведён новый гостиничный комплекс переменной этажности (5—6 + верхние технические), при этом подавляющее большинство мозаик было утрачено. Сохранились лишь декоративные обрамления некоторых оконных проёмов со стороны Никольской улицы.
Комплекс принадлежит компании «Глори Эвкалиптус». Размещённая здесь гостиница, будучи в управлении компании Kempinski, открылась в октябре 2013 года под названием «Никольская-Кемпински». Перейдя в управление американской компании Starwood Hotels & Resorts, с конца 2014 года функционирует как St Regis Moscow Nikolskaya. Гостиница рассчитана на 211 номеров, центральный вход — с Малого Черкасского переулка.

### Торговый центр «Наутилус»
Здание построено в конце 1990-х годов по проекту архитектора А. Р. Воронцова. Архитектурные критики называют здание одним из образцов «лужковского стиля» и отмечают, что оно нарушило сложившийся архитектурный облик площади.

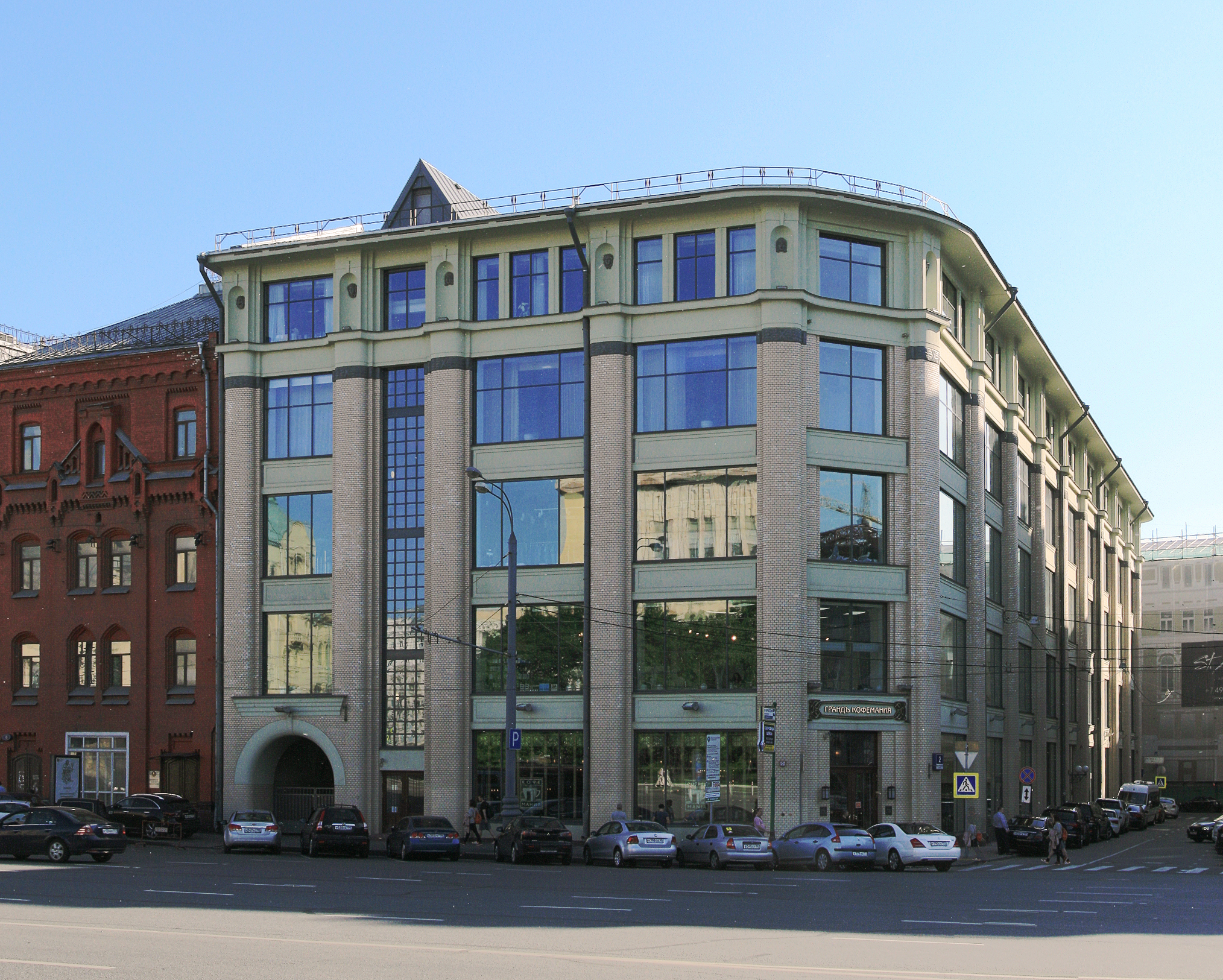
Дом Московского купеческого общества
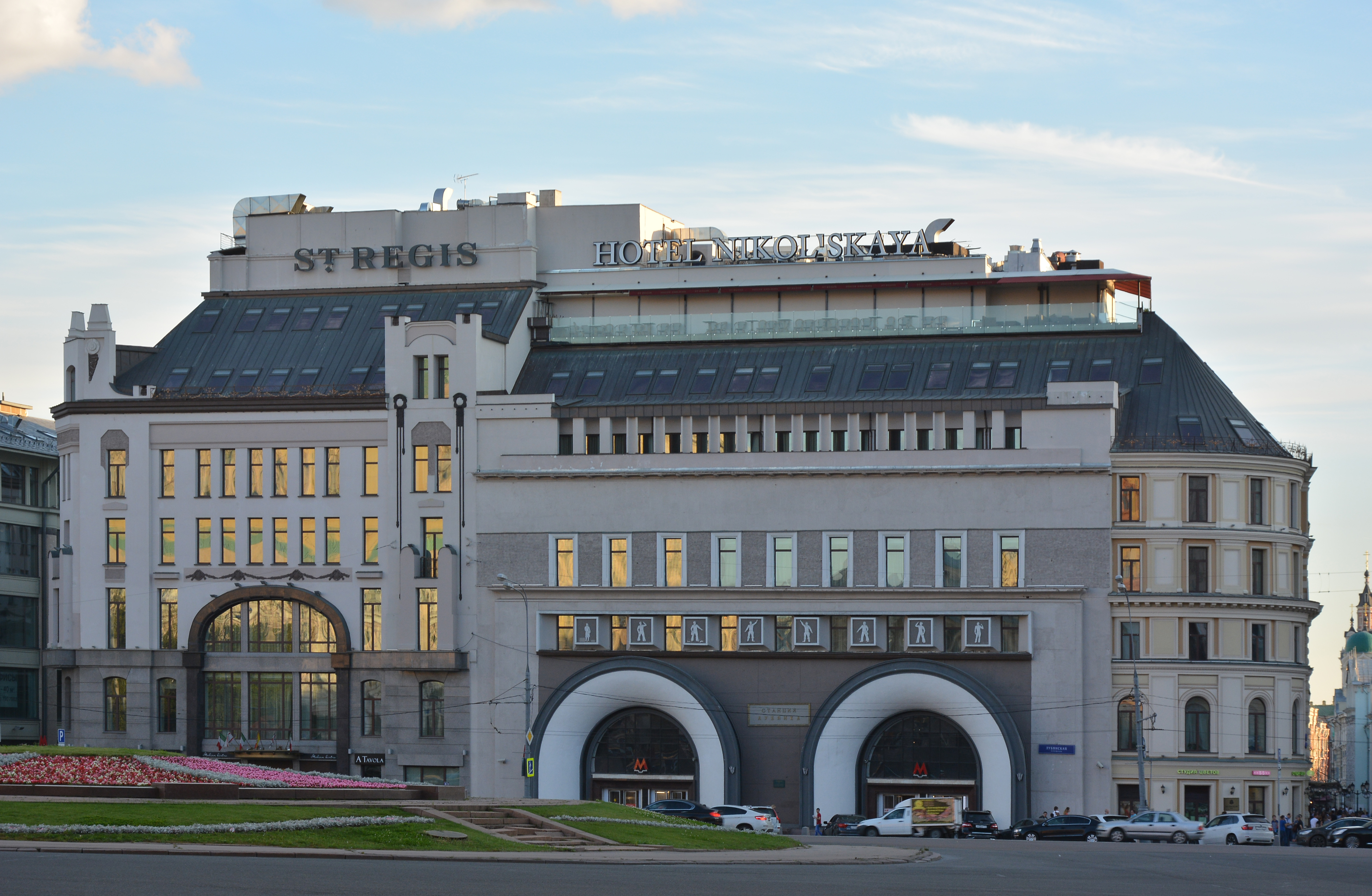
Гостиничный комплекс «Никольская»
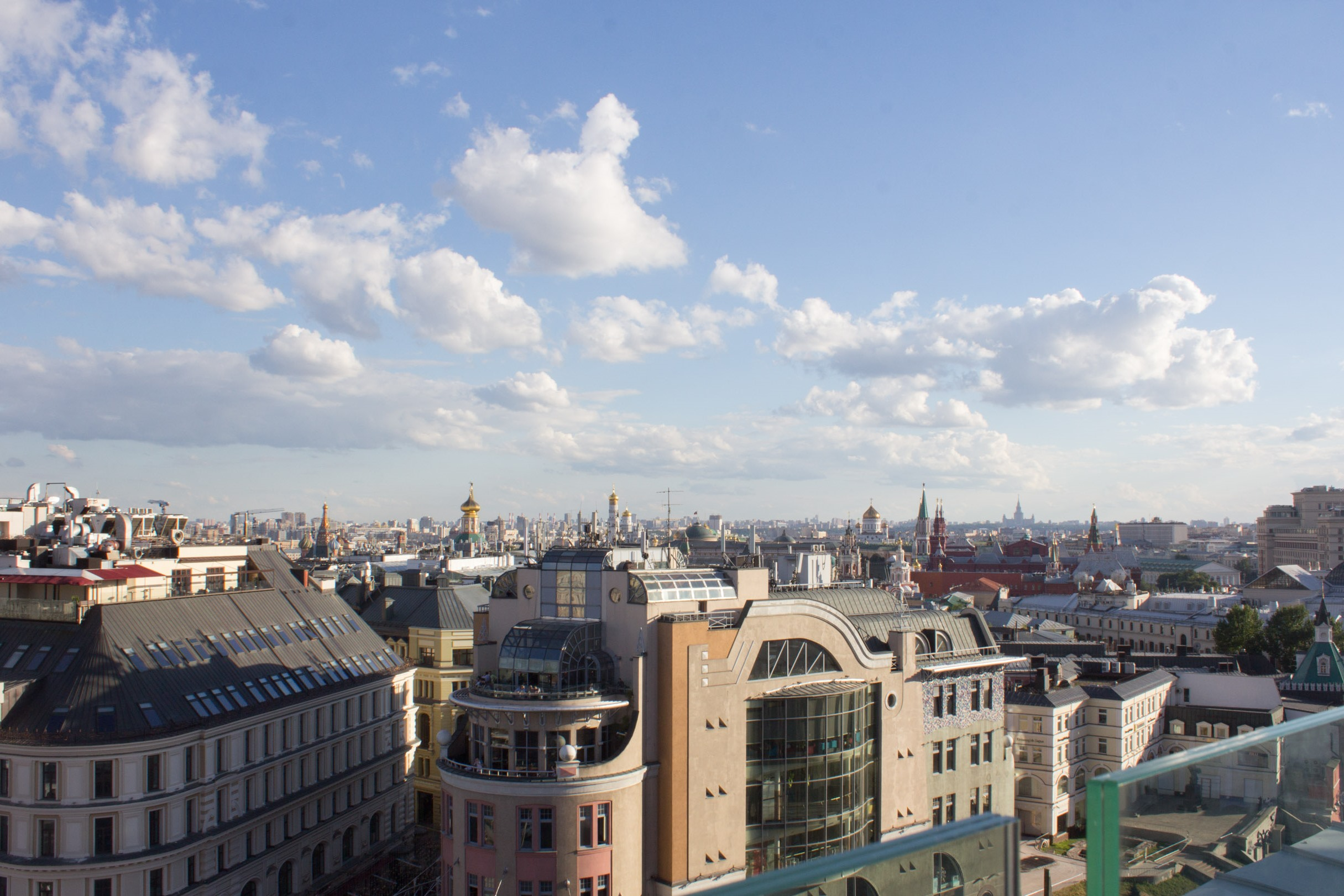
Торговый центр «Наутилус»

## Транспорт
Станция метро «Лубянка» находится под Лубянской площадью, станция метро «Кузнецкий Мост» — на расстоянии квартала от площади.
Долгие годы здесь, у Политехнического музея была конечная остановка троллейбусов 25, 45, 63, а также со стороны Охотного ряда проходили троллейбусы 2, 12, 33, 44; 9 (со стороны гостиницы «Останкино»).
В настоящее время через площадь проходят следующие маршруты наземного транспорта: А: м2, м3, м3к, м6, м7, м9, м40, м90, е10, е30, 538, с633, н1, н2, н6, н9, н10, н11, н12, н14, н15.